# Kijev szelleme
Kijev szelleme (ukránul: Привид Києва) egy ukrán MiG–29-pilóta, aki az Ukrán Biztonsági Szolgálat (SZBU) szerint 2022. február 27-ig 10 orosz vadászgépet lőtt le. Létezése megkérdőjelezett. 2022 áprilisában ukrán források nyilvánosságra hozták identitását, miután kiderült, hogy március 13-án meghalt, mikor gépét lelőtték. A 29 évesen elhunyt Sztepan Ivanovics Tarabalka az orosz–ukrán háború idején több, mint 58 gépet lőtt le.

## Részvétele a kijevi offenzívában
A közösségi médiában kezdett el megjelenni Kijev szellemének legendája, nem sokkal az orosz invázió kezdete után. A videókban látható volt egy pilóta, akiről azt mondták, hogy egy nap alatt egyedül hat orosz vadászgépet lőtt le. A hat gép a hírek szerint két Szu–35, két Szu–25, egy Szu–27 és egy MiG–29. Ha ténylegesen létezik, ő lenne a 21. század első repülő ásza és az első repülő ász 1965 óta, aki ezt a státuszt egy nap alatt érte el.

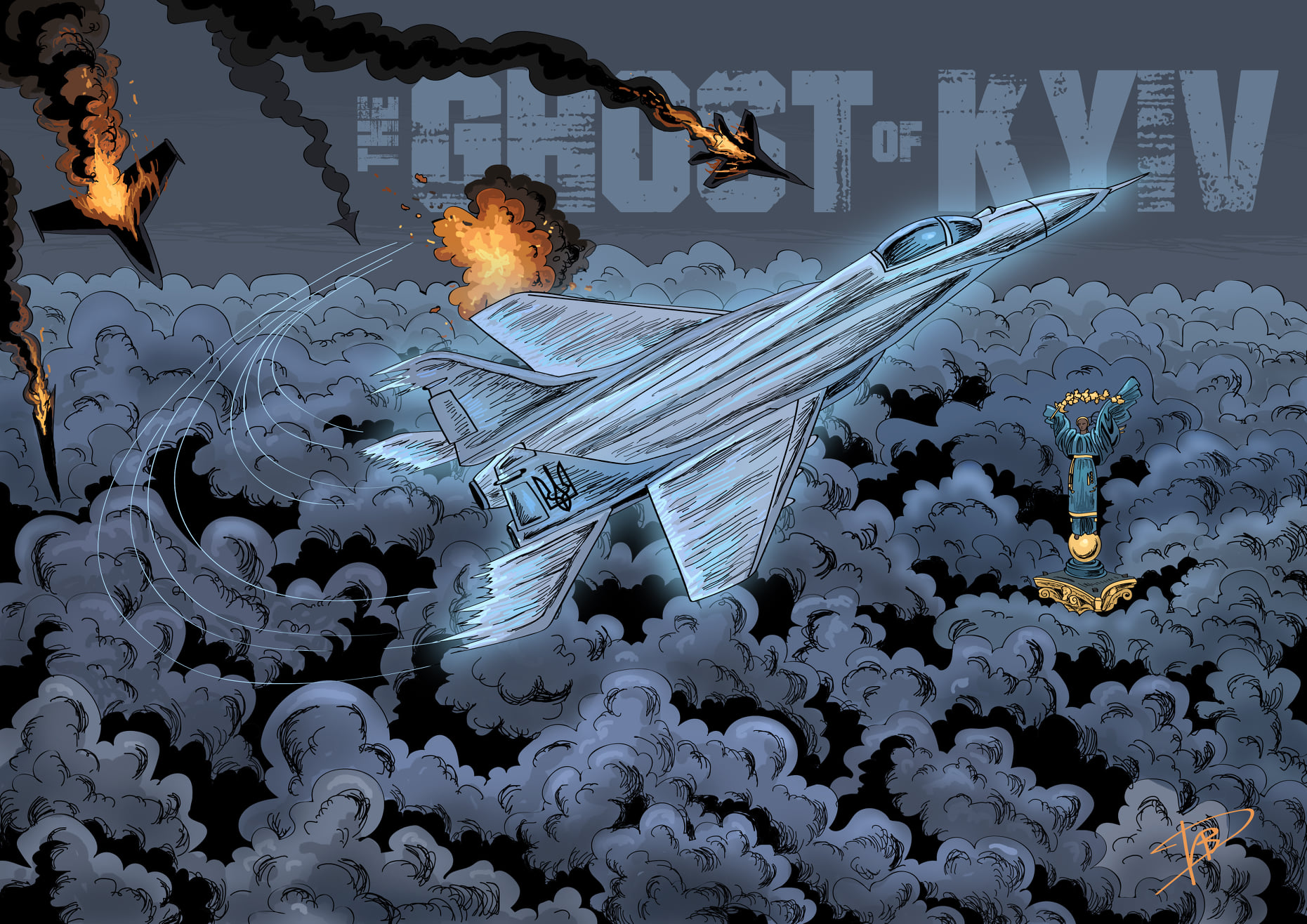
Egy művész által készített illusztráció Kijev szelleméről

Az Ukrán Védelmi Minisztérium azt mondta, hogy ha bizonyítani lehet a találatokat, Kijev szelleme valószínűleg egy olyan tartalékos katona, aki visszatért az ukrán hadsereghez nem sokkal az invázió után. A minisztérium egy tweetben a „légi megtorló”-ként hivatkozott rá. Az ukrán fegyveres erők főparancsnoka, Valerij Zaluzsnij azt nyilatkozta, hogy csak hat lelőtt orosz gépet tud megerősíteni az első napon, de lehet, hogy volt több is.
Petro Porosenko korábbi ukrán elnök posztolt egy képet egy ukrán pilótáról, akit Kijev szellemének nevezett, és azt mondta, hogy létezik. Ugyan többen is csak városi legendának tekintik, az ukrán lakosságnak és a hadseregnek is pozitívan hatott a moráljára, reményt adott nekik.
Február 27-én az Ukrán Biztonsági Szolgálat megerősítette egy Facebook-posztban, hogy Kijev szelleme 10 repülőgépet lőtt le. Jelenleg ez az egyetlen hivatalos forrás, amely megerősíti a pilóta létezését.